# Tadeusz Kuntze

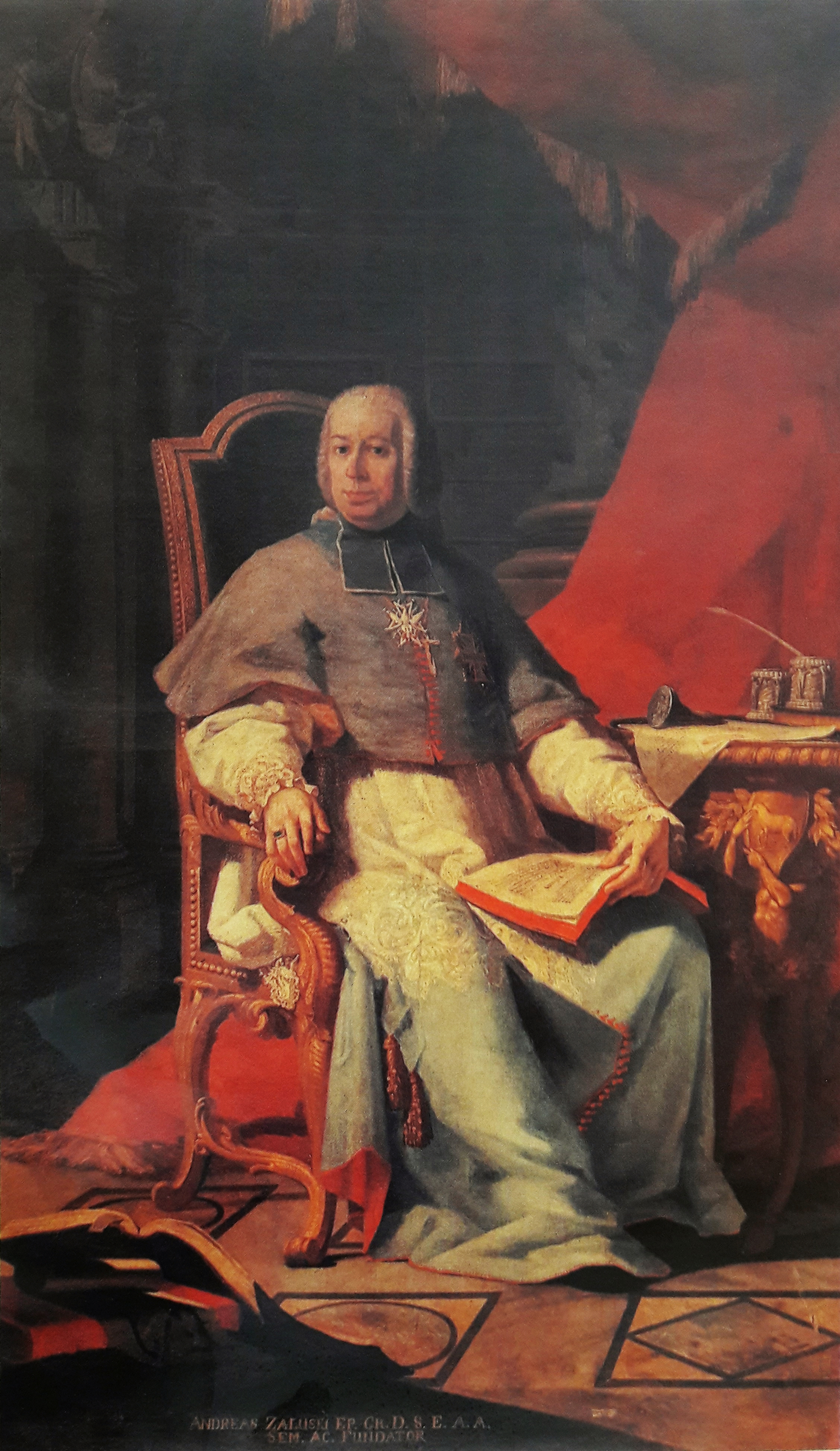
Retrato de Andrzej Stanisław Załuski, 1758, óleo sobre lienzo, Cracovia, Museo de los Hermanos Misioneros.

Tadeusz Kuntze o Kuntz, también conocido como Tadeusz Konicz o Taddeo Polacco  (Grünberg, actual Zielona Góra, Baja Silesia, 20 de abril de 1727–Roma, Estados Pontificios, 8 de mayo de 1793) fue un pintor polaco activo en Cracovia, París y Roma. Su hija Isabel Kuntz Valentini casó con el pintor español José de Madrazo, a quien conoció en Roma, de manera que fue nieto suyo el conocido pintor romántico Federico Madrazo y Kuntz. Su hijo, Pedro Kuntz y Valentini, fue pintor, radicado en España.

## Biografía
Nacido en Grünberg (hoy Zielona Góra), fue bautizado como Tadeusz Józef Tomasz el 20 de abril de 1727 en la parroquia de santa Eduvigis. La ciudad, en el momento de nacer Tadeusz pertenecía a la corona checa dentro del Imperio austrohúngaro pero en 1740 Federico II de Prusia ocupó Silesia. Pronto la familia se trasladó a la vecina República de Cracovia. En su capital es posible que acudiese al taller de Szymon Czechowicz donde pudo entrar en contacto con la corte del obispo Andrzej Stanisław Załuski, quién en 1747 lo pensionó para estudiar en Roma, donde se encontraba ya en septiembre de ese año. De 1747 a 1752 permaneció en Roma frecuentando la Academia de Francia dirigida entonces por Jean-François de Troy en el palacio Mancini. Bajo la tutela de Ludovico Mazzanti, en la recién establecida Scuola libera del nudo aprendió la técnica de la pintura mural. Llevó a cabo diversos trabajos en Polonia hacia 1754, incluyendo los retablos de San Adalberto y de San Casimiro, en la catedral de Cracovia y una Fortuna ahora en el Museo Nacional de Varsovia. En 1756 viajó a París y en 1757 se encontraba de nuevo en Cracovia, en la corte de Załuski. Después de la muerte de Załuski, a finales de 1758, Kuntze marchó a España, aunque hacia 1766 estaba otra vez en Roma. Entre sus mecenas se contaron el príncipe de Borghese, para quien trabajó en el Palazzo Borghese y en la Villa Borghese, y Henry Benedict Stuart, entonces obispo de Frascati, para quien ejecutó unos frescos en el Seminario Tuscolano y en el Palazzo Vescovile (palacio del obispo). También trabajó en diversos frescos de la iglesia de San Stanislao dei Polacchi.
Kuntze murió en Roma el 8 de mayo de 1793.